# Terremoto di Christchurch del 2011
Il terremoto di Christchurch del 2011 fu un sisma di magnitudo 6,3 che colpì la città neozelandese di Christchurch alle ore 12:51 UTC+12 del 22 febbraio 2011.

## Terremoto
A causa del sisma molti edifici, compresa la cattedrale cittadina, furono gravemente danneggiati e crollarono, totalmente o parzialmente. I morti registrati furono 185, più di 1 000 i feriti e non accertati i dispersi.
Cinque mesi prima, il 3 settembre 2010, Christchurch era già stata colpita da un'altra scossa di terremoto; benché all'epoca più forte (magnitudo 7.0) essa aveva provocato solo due feriti e un morto di attribuzione incerta (non essendo chiaro se la morte fosse direttamente riferibile al sisma), anche i danni materiali furono ingenti.
Nel caso del sisma del 2011, invece, i danni alle persone furono maggiori a causa sia della bassa profondità dell'ipocentro (circa 5 000 metri sotto il livello del mare), sia della maggior vicinanza del suo epicentro alle aree abitate, oltre al fatto che le abitazioni risentivano già dei gravi danni del sisma di cinque mesi prima.
Il 13 giugno 2011 nuove forti scosse colpirono la zona (la più intensa di magnitudo 6.0), provocando ulteriori danni e una decina di feriti.

## Scosse susseguenti
Il 14 febbraio 2016 ci fu nella zona un terremoto di magnitudo 5.7 che fece sbriciolare una scogliera. Il 13 novembre dello stesso anno ci fu un terremoto di magnitudo 8.1 che fece gravi danni e allarmi tsunami per onde alte 3-6 metri. Il sisma ebbe luogo a mezzanotte (ora locale).

## Sequenza delle scosse
Lista delle maggiori scosse telluriche registrate nel periodo subito adiacente al terremoto in Nuova Zelanda
| Data             | Ora Locale | Mercalli   | Scala Richter | Epicentro                   | Profondità |
| ---------------- | ---------- | ---------- | ------------- | --------------------------- | ---------- |
| 22 febbraio 2011 | 12:51:43   | X          | 6,3           | Christchurch, Nuova Zelanda | 5.0 km     |
| 22 febbraio 2011 | 13:04:18   | VII - VIII | 5,6           | 10 km ESE da Christchurch   | 6.7 km     |
| 22 febbraio 2011 | 14:50:29   | VII - VIII | 5,5           | Christchurch                | 9.6 km     |
| 22 febbraio 2011 | 16:04:09   | VI         | 4.4           | Christchurch                | 12.0 km    |
| 22 febbraio 2011 | 17:19:05   | V          | 4.1           | 10 km SE da Christchurch    | 15.0 km    |
| 22 febbraio 2011 | 18:59:35   | V - VI     | 4.3           | 13 km SE da Christchurch    | 5.0 km     |
| 22 febbraio 2011 | 19:28:31   | VI         | 4.4           | Christchurch                | 5.0 km     |
| 22 febbraio 2011 | 19:43:30   | VI         | 4.5           | 15 km ESE da Christchurch   | 5.0 km     |
| 22 febbraio 2011 | 21:21:06   | VI - VII   | 4.8           | 10 km WSW da Christchurch   | 6.9 km     |
| 23 febbraio 2011 | 00:02:16S  | VI         | 4.5           | 10 km E da Christchurch     | 5.0 km     |
| 23 febbraio 2011 | 03:04:36   | V - VI     | 4.3           | 20 km ESE da Christchurch   | 10.0 km    |
| 23 febbraio 2011 | 03:30:13   | V          | 4.0           | 15 km SE da Christchurch    | 13.4 km    |
| 23 febbraio 2011 | 06:19:09   | V          | 4.2           | 15 km ESE da Christchurch   | 8.4 km     |
| 23 febbraio 2011 | 09:44:30   | VI         | 4.3           | 5 km SSW da Christchurch    | 5.0 km     |